# Boxrivalität zwischen Mexiko und Puerto Rico
Die Rivalität zwischen puerto-ricanischen und mexikanischen Boxern gilt als eine der intensivsten in der Boxgeschichte. Diese Rivalität begann 1934 und hat die Aufmerksamkeit von Fans mehrerer Generationen auf sich gezogen. Im Laufe der Jahre haben beide Nationen zahlreiche berühmte Kämpfer hervorgebracht, die ihr Können in denkwürdigen Boxkämpfen unter Beweis gestellt haben, darunter Julio César Chávez, Félix Trinidad, Óscar de la Hoya, Miguel Cotto und Hector Camacho. Es heißt, sie habe begonnen, als Sixto Escobar der erste puerto-ricanische Champion wurde, indem er den mexikanischen Champion Rodolfo „Baby“ Casanova k. o. schlug.
Manche halten diese Rivalität für die stärkste in der Boxgeschichte. Bei Weltmeisterschaftskämpfen haben puerto-ricanische Boxer einen leichten statistischen Vorteil gegenüber ihren mexikanischen Rivalen: Puerto Rico hat 84 Siege errungen, Mexiko 73. Dieser hart umkämpfte Rekord unterstreicht die tiefe Bedeutung der Rivalität und symbolisiert Stolz und Leidenschaft für Fans und Kämpfer beider Nationen gleichermaßen.